# Halbzeitwahlen in den Vereinigten Staaten
Halbzeit- oder Zwischenwahlen (englisch: Midterm elections, Midterms) sind die Wahlen zum US-Kongress, der Legislative der Vereinigten Staaten, die zwischen zwei Präsidentschaftswahlen stattfinden.
Der US-Kongress, ein Zweikammer-Parlament nach britischem Muster, besteht aus zwei „Häusern“, dem Repräsentantenhaus mit 435 Sitzen und dem US-Senat mit 100 Sitzen. Nach dem Wahlrecht der USA sind alle zwei Jahre ein Drittel der Senatoren und das gesamte Repräsentantenhaus neu zu wählen. Zugleich wird bei diesem Anlass ein Teil der US-Gouverneure sowie die Zusammensetzung der Parlamente der meisten US-Bundesstaaten neu bestimmt.
Die Midterms finden jeweils in der Mitte der jeweils vierjährigen Amtszeit des US-Präsidenten – und wie die US-Präsidentschaftswahl – stets am Dienstag nach dem ersten Montag des jeweiligen Novembers statt.

## Übersicht
Die Halbzeitwahlen werden oft als Stimmungsbild zur Politik des amtierenden Präsidenten interpretiert: Beispielsweise besaßen die Republikaner im Repräsentantenhaus und die Demokraten im Senat nach den Wahlen im Jahr 2000 eine jeweils knappe Mehrheit. In das Amt des Präsidenten wurde der Republikaner George W. Bush gewählt. Bei den darauf folgenden Halbzeitwahlen 2002 wurde die Politik der Regierung bestätigt: Die Republikaner konnten in beiden Kammern deutliche Stimmengewinne erzielen und im Senat die Mehrheit zurückgewinnen.
Häufig zeigt sich, dass sich zwei Jahre nach einer Präsidentenwahl eine Mehrheit der Partei, die den Präsidenten stellt, schwer verteidigen lässt. So hatte die Republikanische Partei mit dem Wahlsieg von George W. Bush im November 2004 eine Mehrheit in beiden Häusern des Kongresses errungen. Bei den Halbzeitwahlen 2006 jedoch konnten die Demokraten in beiden Kammern die Mehrheit von den Republikanern übernehmen. Kann eine Partei überdurchschnittlich viele Mandate hinzugewinnen, spricht man auch von einer Wave election. Diese können aber auch parallel zu einer Präsidentschaftswahl auftreten, wenn sich das Kräfteverhältnis im Kongress wesentlich verändert.
34 der 50 Bundesstaaten wählen ihre Gouverneure alle vier Jahre gleichzeitig mit den Halbzeitwahlen, Vermont und New Hampshire wählen sie gleichzeitig mit den Präsidentschafts- und den Halbzeitwahlen alle zwei Jahre. Viele Staaten wählen auch mit den Halbzeitwahlen zusammen ihre staatlichen Legislativen und die Verwaltungen der Countys.

## Einzelne Wahlen
Bei den Halbzeitwahlen 2010 am 2. November des Jahres verloren die Demokraten massiv an Stimmen und mehr als 50 Sitze; von da an musste Barack Obama gegen den nun von Republikanern dominierten Kongress regieren.
Die Halbzeitwahlen 2014 fanden am 4. November ebenfalls während der Amtszeit von Barack Obama statt und brachten überwiegend Gewinne für die Republikaner, die unter anderem die Mehrheit im Senat errangen.
Die Halbzeitwahlen 2018 fanden am 6. November des Jahres statt: sie standen unter dem Eindruck zunehmender Spaltung der US-Gesellschaft unter Präsident Trump und brachten eine Mehrheit für die Demokraten im Repräsentantenhaus sowie Zugewinne bei den Gouverneurswahlen, aber eine Verfestigung der republikanischen Mehrheit im Senat.
Die Halbzeitwahlen 2022 fanden am 8. November während der Amtszeit von Joe Biden statt.